# Braljina (okręg rasiński)
Braljina (cyr. Браљина) – wieś w Serbii, w okręgu rasińskim, w gminie Ćićevac. W 2011 roku liczyła 68 mieszkańców.